# Sturmjäger
Als Sturmjäger (engl. storm chaser(s)) bezeichnet man Personen, die es sich zur Aufgabe gemacht haben, Unwetter auszumachen, zu beobachten, zu verfolgen und gegebenenfalls mit Mitteln der Fotografie und des Films zu dokumentieren. Sturmjäger kooperieren oft mit Wetterdiensten und stellen ihnen ihre gesammelten Daten zur Verfügung, damit diese gegebenenfalls Warnungen herausgeben können.
Die Ergebnisse und Dokumentationen werden auch auf Onlineforen und in sozialen Medien veröffentlicht und gelegentlich für Kongresse und wetterbezogene Vorträge aufgearbeitet. Auch die nachträgliche Kartierung, Dokumentation und Analyse von Unwetterschäden kann zum Tätigkeitsspektrum eines Sturmjägers gehören.
Die Ansprüche der Wetterdokumentation reichen von einem wissenschaftlichen Erfassen von Wahrnehmungen über eine mehr ästhetische Betrachtungsweise dieser Erscheinungen bis hin zur Abenteuerlust, die auch von der Faszination dieser Naturgewalt verursacht wird.

## Filme
Um wissenschaftliche und kommerzielle Sturmjäger geht es im Wesentlichen in den US-amerikanischen Katastrophenfilmen Twister (1996), Storm Hunters (2014) und Twisters (2024).